# Municipio de Henry (Misuri)
El municipio de Henry (en inglés: Henry Township) es un municipio ubicado en el condado de Vernon en el estado estadounidense de Misuri. En el año 2010 tenía una población de 231 habitantes y una densidad poblacional de 1,82 personas por km².

## Geografía
El municipio de Henry se encuentra ubicado en las coordenadas 38°0′26″N 94°33′16″O / 38.00722, -94.55444. Según la Oficina del Censo de los Estados Unidos, el municipio tiene una superficie total de 126.62 km², de la cual 125,34 km² corresponden a tierra firme y (1,02 %) 1,29 km² es agua.

## Demografía
Según el censo de 2010, había 231 personas residiendo en el municipio de Henry. La densidad de población era de 1,82 hab./km². De los 231 habitantes, el municipio de Henry estaba compuesto por el 98,27 % blancos, el 0,87 % eran afroamericanos, el 0,87 % eran amerindios. Del total de la población el 0 % eran hispanos o latinos de cualquier raza.